# II. Heti (kormányzó)

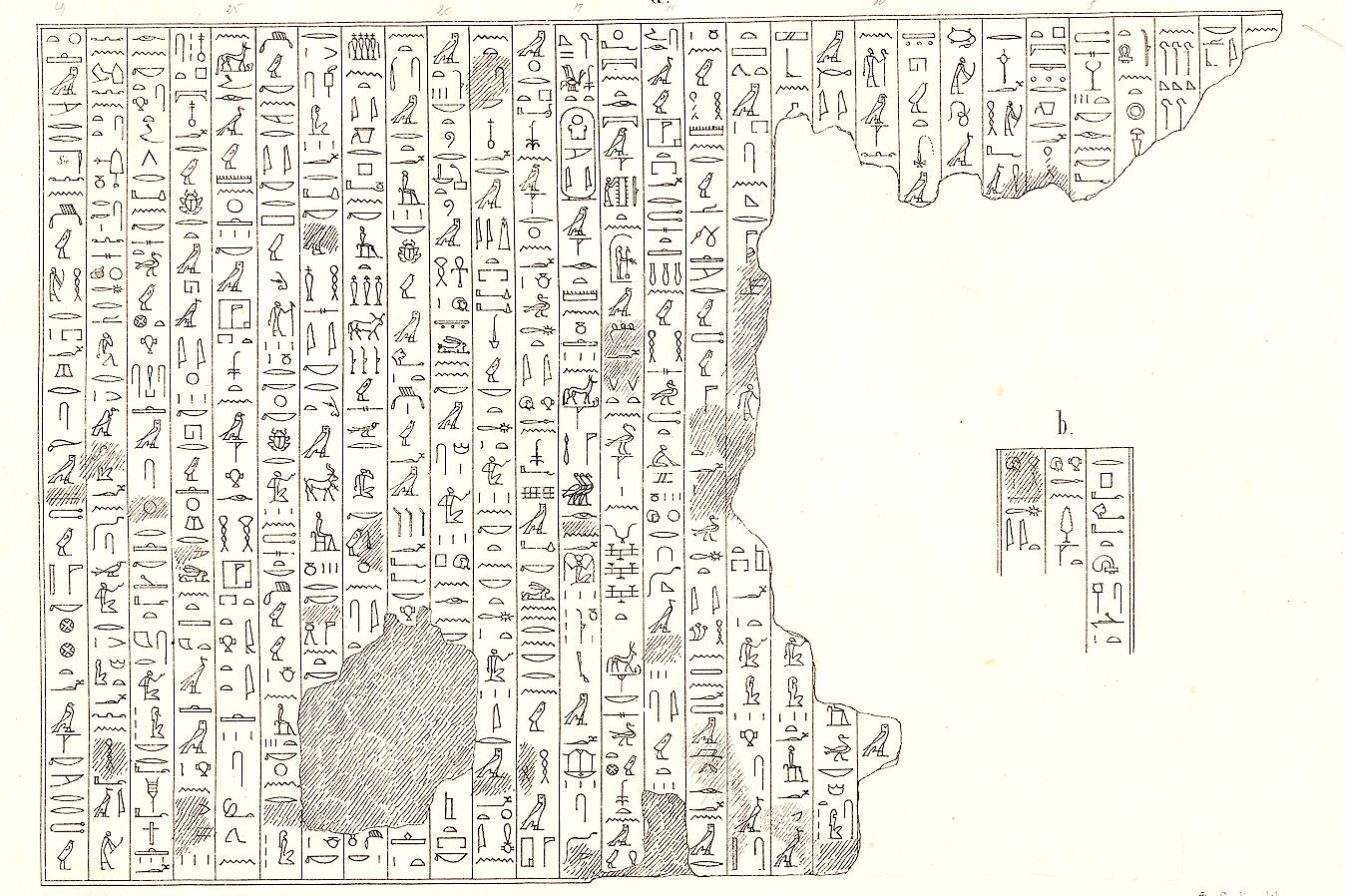
Felirat Heti sírjában (Auguste Mariette rajza)

Heti (ẖtỉỉ) ókori egyiptomi nomoszkormányzó volt; a felső-egyiptomi 13. nomosz (Felső Szikomor nomosz) kormányzója a X. dinasztiához tartozó Merikaré uralkodása idején (i. e. 21. század, első átmeneti kor).

## Élete
Aszjúti kormányzók hosszú sorából származott, családja régóta hűséges volt a hérakleopoliszi székhelyű X. dinasztiához. A hérakleopoliszi korra datálható, egymással rokonságban álló három nomoszkormányzó közül az utolsó volt; nagyapja, I. Heti és apja, Tefibi szintén a 13. nomosz kormányzói voltak. A X. dinasztia egyik királya a gyászolókhoz is csatlakozott Heti üknagyapja halálakor. Tefibi halála után maga Merikaré nevezte ki kormányzóvá, erre az alkalomra a király és udvara ideutazott a Níluson. Hetiről tudni, hogy felújítási munkálatokat végeztetett Upuaut helyi istenség templomán.
Egészen a végsőkig hű maradt a X. dinasztiához, valószínűleg nem sokkal azelőtt halt meg, hogy a thébai XI. dinasztiához tartozó II. Montuhotep elfoglalta Aszjútot. Hérakleopolisz ezután megadta magát és a polgárháború véget ért. II. Montuhotep alatt új, hozzá hű kormányzók kerültek a nomosz élére Heti családja helyett.
Halála után az aszjúti IV. sírba temették, amely befejezetlen maradt, de a legjobb állapotban maradt fenn a család sírjai közül. Ez az egyetlen a sírok közt, amely név szerint említ egy uralkodót – Merikarét –, így nagyban hozzájárul a kormányzók datálásához. A 19. század vége óta többször is folytak itt ásatások, a legutóbbi 2003–6-ban.

## Fordítás
- Ez a szócikk részben vagy egészben  a   Khety II (nomarch) című angol Wikipédia-szócikk ezen változatának fordításán alapul.  Az eredeti cikk szerkesztőit annak laptörténete sorolja fel. Ez a jelzés csupán a megfogalmazás eredetét és a szerzői jogokat jelzi, nem szolgál a cikkben szereplő információk forrásmegjelöléseként.